# Ланковское месторождение бурых углей
Ланќовское месторождение бурых углей — месторождение бурых углей с запасами около 1 млрд тонн, расположенное в центральной части Ланковской впадины, на юге Магаданской области. Первооткрывателями являются магаданские геологи Сергин А. А. и Сергина З. В.
В настоящее время месторождение не эксплуатируется

## Характеристики
Пласты угля полого залегают в мёрзлых породах и пригодны для карьерной разработки.
- Влажность углей — 41÷54 %.
- Зольность — 10÷27 %.
- Сернистость — до 0,5 %.
- Выход летучих веществ — 55÷61 %.
- Калорийность по горючей массе — 6000÷6200 ккал/кг, рабочего топлива — 2200÷2600 ккал/кг. Калорийность товарного угля, подсушенного до 15 % влажности, повышается до 4500÷4700 ккал/кг.

## Возможные направления использования углей
- Газификация. По результатам опытных исследований выход энергетического синтез-газа составляет 1,8 м3/кг, теплотворная способность — 1100 ккал/м3
- Гидрогенизация. По всему комплексу показателей — высокосортное сырьё для деструктивной гидрогенизации.
- Производство высококачественного брикетного топлива.
- Экстракционное производство битума и гуминовых кислот.